# 北京官话
北京官話，又稱北平官話，是中国北方的官话方言。它有四个声调：阴平（55）、阳平（35）、上声（214）、去声（51）；古清入声分别派入这四个声调，但入上声的字较东北官话少很多。

## 歷史
北京原有元大都語音，明永樂年間遷都北京，從南京北調40萬人（超過北平原有人口）入北京，使得北京方音與《中原音韻》、《洪武正韻》混合，舊北平話逐漸演變形成了北京話。1728年，雍正設“正音書館”，以北京官話為準，以後北京官話逐漸與南京官話分庭抗禮，成為中國官場的標準語。有人也稱之為北方官話，和被稱為南方官話的南京官話相對應。1913年，出現基於華中韻白的老國音與基於華北北京京白的新國音，經歷「京國之爭」，北京官話成為现代标准汉语的藍本。

## 划分与特征
北京官話共分两片，其中京承片又可再分成两小片：
- 京承片
  - 京師小片：北京市区及近郊，包含北京话，不含平谷話（屬於冀魯官話保唐片薊遵小片）。普通话中零声母开口呼字仍读零声母，部分人会将零声母合口呼的[w]音替换为[ʋ]，例如“瓦”[ʋa˥]。
    - 北京: 东城区、西城区、朝阳区、海淀区、丰台区、石景山区、房山区、门头沟区、昌平区、通州区、大兴区

  - 懷承小片：北京怀柔区至河北承德市，河北廊坊市至天津武清一带。普通话中零声母开口呼字读作[n]或[ŋ]，与京师片相区别。
    - 北京：顺义区、怀柔区、密云区
    - 天津：武清区
    - 河北：承德市市区(双桥区、双滦区)、鹰手营子矿区、承德县、滦平县、兴隆县、隆化县、丰宁满族自治县、宽城满族自治县；保定市涿州市； 廊坊市市区(安次区、广阳区)、三河市、香河县、固安县、大厂回族自治县

- 朝峰片：辽宁朝阳市以及内蒙古赤峰市。阴平调值（33）比京承片低，中古清入声字读作上声的字例也比京承片多，呈现东北官话-北京官话过渡區的特点。考虑到朝峰片能够准确区分[ʈ͡ʂ ʈ͡ʂʰ ʂ]（zh, ch, sh）和[t͡s t͡sʰ s]（z, c, s），因此仍归为北京官话。
  - 辽宁：朝阳市市区(龙城区、双塔区)、凌源市、朝阳县、建平县、喀喇沁左翼蒙古族自治县；阜新市、阜新蒙古族自治县西部部分乡镇;葫芦岛市建昌县
  - 河北：承德市围场满族蒙古族自治县、平泉市
  - 内蒙古：赤峰市市区(红山区、元宝山区、松山区)、宁城县东部、林西县、喀喇沁旗、敖汉旗、翁牛特旗、克什克腾旗、巴林左旗、巴林右旗、阿鲁科尔沁旗；通辽市扎鲁特旗、霍林郭勒市、开鲁县、奈曼旗

此前新疆石河子市－克拉玛依市地区劃有石克片（又稱北疆片），今劃入蘭銀官話北疆片。這些地方的漢族多為1949年後從內地遷往新疆的移民，當時語音接近普通話，因此定為北京官話石克片。但現在這些地方的漢族居民多在新疆出生，語言已帶有北疆口音，因此劃為蘭銀官話北疆片。
此外，若從創制源頭來講，現代標準漢語（華語，包括普通話、國語、新馬華語）均以北京官話為底。